# Stratégie nationale pour les aires protégées (France)
La France présente plusieurs stratégies nationales pour les aires protégées déclinées au fil des ans. Entre 2011 et 2020 elle applique la Stratégie de création des aires protégées (SCAP) visant à établir au moins 2 % du territoire terrestre métropolitain sous protection forte en dix ans. En parallèle, elle porte entre 2007 et 2012 la stratégie nationale de création et de gestion des aires marines protégées, puis entre 2012 et 2020, un second volet de cette stratégie élargie aux eaux territoriales ultramarines. L'objectif de cette dernière était de recouvrir 20% des eaux françaises par des aires marines protégées en 2020.
À partir de 2021, les deux stratégies précédentes sont remplacées par la « Stratégie nationale des aires protégées » (SNAP) dont l'objectif principal est de porter la surface d'aires protégées à 30% du territoire national, et la surface d'aires protégées forte à 10% du territoire.
Ces politiques publiques ont pour objectif de concourir à stopper la perte de biodiversité en protégeant de nouveaux habitats et habitats d'espèces dans un réseau plus écologiquement cohérent d'aires protégées.

## Stratégie nationale de création des aires protégées (2011 - 2020)

### Objectifs

#### Objectifs généraux

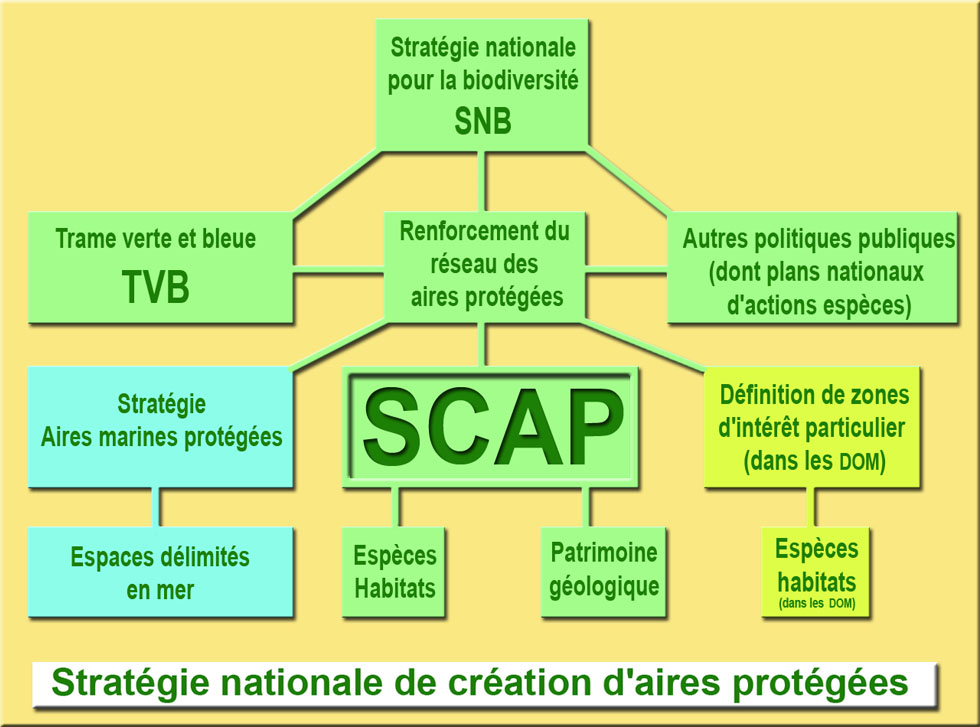
Schéma de principe décrivant la SCAP

La Stratégie nationale de création des aires protégées (SCAP) doit notamment permettre :
- une vision plus heuristique répondant mieux aux enjeux de biodiversité [1], en particulier à l'urgence d'une protection d'un nombre et d'une surface plus importants d'habitats (zones humides, landes, pelouses, prairies...)
- une meilleure complémentarité entre outils de protection ;
- Une meilleure prise en compte des enjeux locaux ;
- un partenariat avec les collectivités volontaires...
- l'ambition principale de la stratégie est d'étendre la « protection forte » sur 2% du territoire métropolitain terrestre (les projets en cours sont susceptibles d'y être intégrés).

Par ailleurs la SCAP devait maintenir une cohérence avec d'autres chantiers concernant également la biodiversité (SRCE, SRCAE, plans de restauration (devenus plans nationaux d’action). En particulier, cette stratégie se construit parallèlement à la nouvelle stratégie nationale pour la biodiversité (SNB) et sera un cadre supplémentaire pour la construction des stratégies régionales pour la biodiversité (RRB).

#### Échéance
Les préfets ont une obligation de résultat : ils doivent classer plus de 400 000 hectares sous protection forte, avant 2019.

### Méthode

#### Contenu
- fin 2008, des travaux ont été engagés à échelle nationale, sous l'égide d'un comité national de pilotage ;
- Une seconde étape est la déclinaison régionale des objectifs et actions ;
  - mi-2010, une circulaire demande aux préfets de décliner les priorités nationales établies pour la création de nouvelles aires protégées à l’échelle régionale, en précisant les modalités de ces déclinaisons. Elle encourage un partenariat multiple autour des enjeux de préservation du patrimoine naturel et de la cohérence des politiques publiques.
  - Les DREAL et préfets avaient pour consigne de faire remonter leurs propositions au ministère chargé de l'environnement le 1er juin 2011.
- Enfin, la stratégie devait être périodiquement évaluée et mise à jour.

#### Choix des sites basé sur l'établissement d'une liste d'espèces à protéger, par le Muséum national d'histoire naturelle

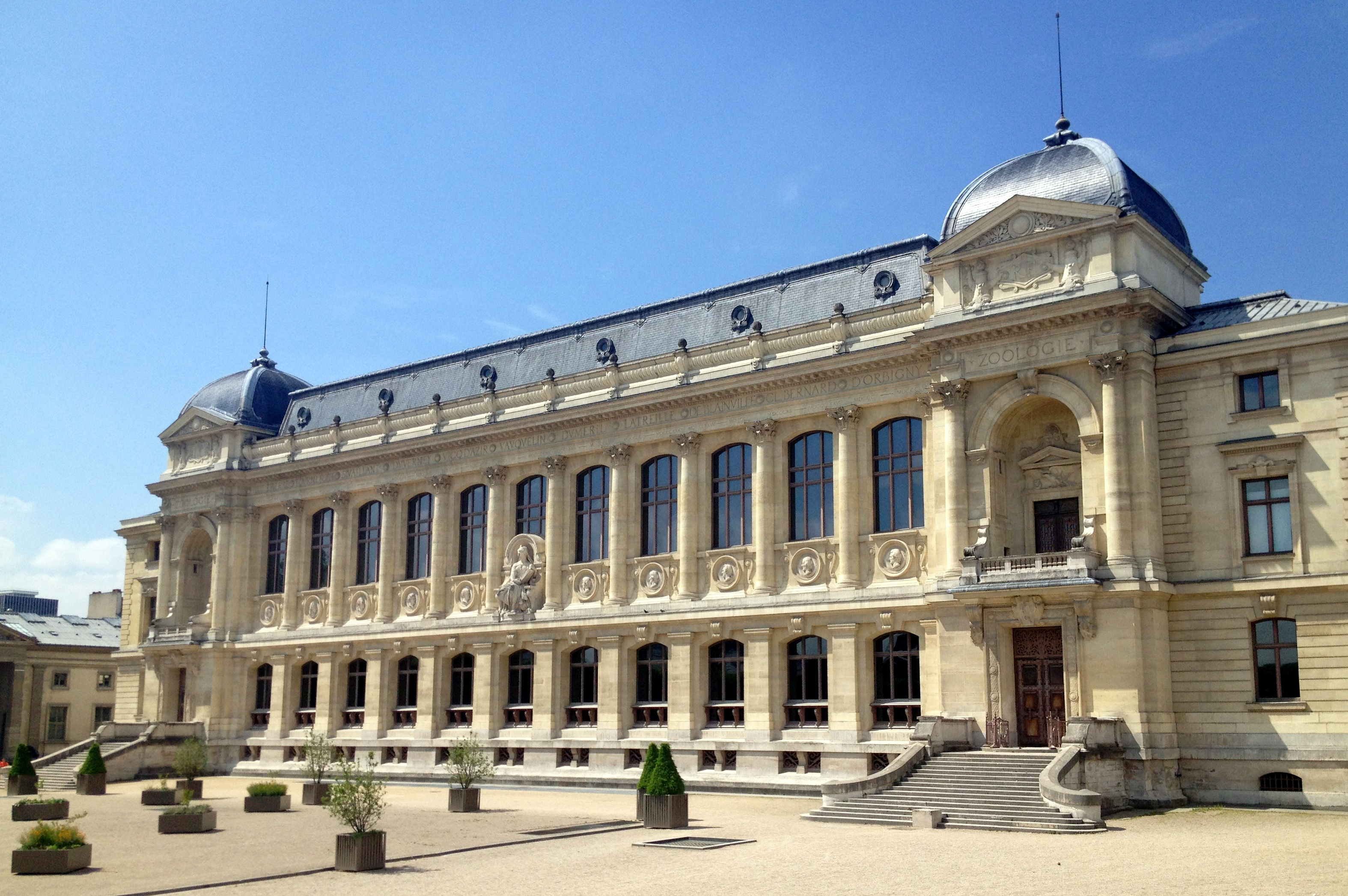
Muséum national d'Histoire naturelle - la Grande galerie de l'évolution.

Le Muséum national d'histoire naturelle (MNHN), en s'appuyant sur l'Inventaire National du Patrimoine Naturel (INPN), a établi des listes d' espèces-cibles, en prenant en compte la biodiversité patrimoniale, mais aussi la nature banale (y compris urbaine via l'écologie urbaine et agricole, sylvicole, etc.). Ainsi, mi-2010, Le MNHN avait identifié :
- 535 espèces-cibles (174 espèces floristiques, 195 invertébrés et 166 vertébrés) ;
- 119 habitats.
- 100 sites d'intérêt pour la géodiversité, dont une partie ne bénéficiant pas de protection et une liste d’invertébrés souterrains.

Des annexes régionales concernent toute la France métropolitaine.
Les listes d'espèces ont été construites sur la base de 5 listes existantes, listes rouges, listes d'espèces et d'habitats d'intérêt communautaire, espèces et habitats déterminant ZNIEFF et espèces bénéficiant de plans nationaux d'action.
Le processus est « itératif qui nécessitera de pérenniser le diagnostic patrimonial du réseau des aires protégées et d'actualiser, en fonction de ses résultats et de l'avancée des connaissances, les priorités nationales de création d'aires protégées » .

#### Gouvernance
Pour décliner la stratégie à l'échelle régionale, les préfets de régions devaient travailler en partenariat avec le MEDDTL et les DREAL, les conseils régionaux, Conseils généraux, et tout autres acteurs concernés. 
Le ministère identifie une très longue et éclectique liste d'acteurs concernés : services de l’État, Office national des forêts, Conservatoires d'espaces naturels, gestionnaires de parcs nationaux et réserves naturelles, délégations régionales de l’ONCFS,  PNR, agences de l'eau, Conservatoire du littoral), conservatoires botaniques nationaux, BRGM, associations de protection de la nature, acteurs socio-professionnels (Chambres d’agriculture, Fédération Nationale des Chasseurs, Centre National de la Propriété Forestière), les conseils scientifiques et experts (Fédération des Conservatoires Botaniques, CPPG)...
Le ministère recommande d'adopter une démarche participative, en organisant :
- des réunions de pilotage, sous l'égide du préfet, pour acter les orientations[4] ;
- des réunions à des échelles varées : des groupes techniques restreints aux conférences pour diffuser l'information environnementale[4].
- et en informant les territoires régionaux voisins de la démarche, de même pour le comité de bassin et/ou le comité de massif et associer tous les acteurs locaux concernés afin que dans la mesure du possible ils adhèrent et contribuent à la démarche (société civile, organismes professionnels, chambres consulaires et représentants des secteurs socio-économiques, dont au moins les fédérations régionales de chasse, des chambres régionales d'agriculture, des délégations régionales du Centre national de la propriété forestière et de l’Office national des forêts, les  acteurs de l'eau (fédérations de pêcheurs, délégation régionale de l’ONEMA, agences de l'eau... de même enfin pour les comités spéléologiques régionaux et correspondants régionaux de la Fédération française amateur de minéralogie et de paléontologie (FFAMP)[5] soient notamment associés à cette démarche qui peuvent contribuer au volet géologique de la SCAP.

#### Limites
La SCAP ne traite pas des territoires d'outre mer ni de l'environnement marin (d'autres outils y sont consacrés)[réf. souhaitée].
Elle ne peut pas non plus répondre à elle seule à tous les défis à relever pour la biodiversité. Les déclinaisons régionales de la SCAP ne remplacent pas les autres stratégies mises en œuvre ou prévues par les services déconcentrés de l’État et/ou les collectivités territoriales pour la biodiversité, mais les complète ; des ajustements pourront toutefois être faits pour améliorer la déclinaison de la SCAP[réf. souhaitée]. 
Le ministère précise que « La mise en place des aires protégées a parfois, devant l’urgence à agir, procédé d’une attention davantage tournée vers les effets que les causes de la disparition des milieux naturels et des espèces : les espaces ont en conséquence souvent été tenus localement comme des zones d’exception hors de l’économie réelle et sociale, suscitant peu d’adhésion sociale ». Il faut donc en parallèle traiter toutes les causes de l'érosion de la biodiversité et associer la population dans des démarches participatives, sous l'égide du Préfet et des DREALs.
La seconde stratégie nationale pour les aires protégées marines et terrestres, annoncée en 2020 pour une décennie, vise à renforcer le réseau français d’espaces naturels. Au sujet des aires protégées marines, des ONG (dont Bloom, France Nature Environnement, Greenpeace, la Ligue pour la protection des oiseaux, Pew Charitable Trusts, Sea Shepherd) critiquent une stratégie nationale des aires marines « vidée de son contenu et bien en deçà de l’urgence écologique ».

### Résultats de la SCAP
L'objectif de couvrir 2% du territoire par des aires de protection fortes n'a pas été atteint en 2019. Cependant le MNHN note que la superficie d'aires de protection forte a beaucoup augmentée (15% d'augmentation), cette augmentation est principalement due à la création de nouveaux arrêtés préfectoraux de protection de biotope. Mais les espèces restent mal représentées, il reste également des trous dans le dispositif en ce qui concerne les zones humides.

## Stratégie nationale de création et de gestion des aires marines protégées (2012 - 2020)

### Objectifs
La stratégie vise à ce que 20% des eaux territoriales françaises soient classées en aires marines protégées.

### Résultats
La surface d'aires marines protégées a augmenté de façon très importante pendant la période 2012-2020. Cette augmentation est notamment due à la création du Sanctuaire Agoa centré sur la protection des mammifères marins. Cependant, la stratégie a pâti d'un manque de connaissance de son existence par les acteurs concernés et d'un manque de moyens financiers. Le taux de protection réglementaire ou forte reste faible.

## Stratégie nationale pour les aires protégées 2030

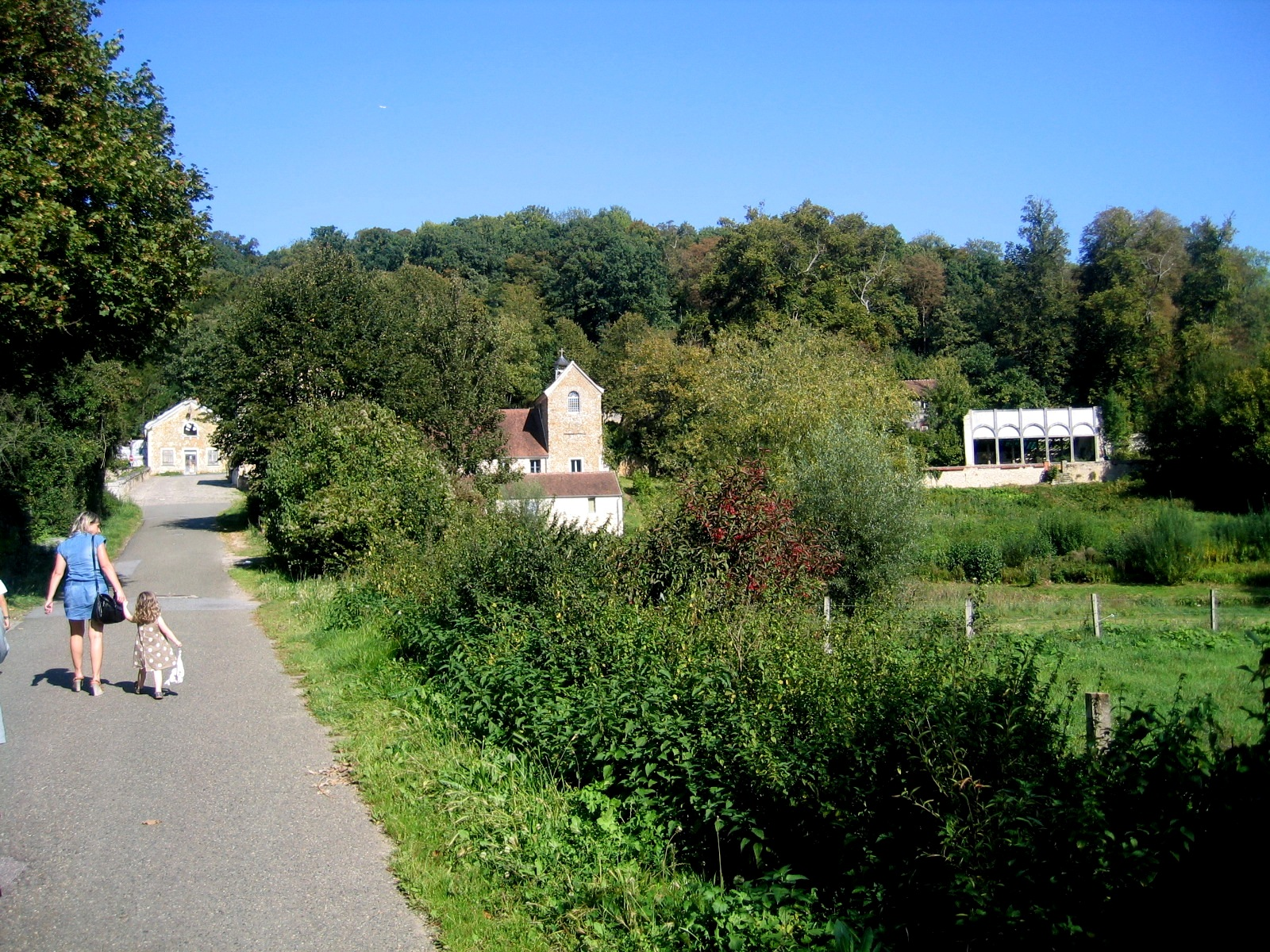
En Île-de-France, la création d'une nouvelle réserve naturelle régionale est prévue dans la vallée de la Mérantaise a été inscrite dans le premier plan d'action régional de la SNAP. Or cette vallée comprend l'ancienne réserve naturelle volontaire du domaine du Moulin d'Ors qui a été supprimée par la réforme de 2002. Cet exemple et d'autres ont amené le CSRPN à dire qu'une bonne partie des projets de la SNAP ne feront qu'entériner des protections qui existent déjà ou sont en cours de validation.

La stratégie nationale pour les aires protégées 2030 a été annoncée le 11 janvier 2021, par le président de la République française, Emmanuel Macron, lors de la 4e édition du One Planet Summit.

### Objectifs
La France ambitionne de recouvrir sont territoire national de 30% d'aire protégée dont 1/3 en protection forte (10% du territoire). La stratégie englobe cette fois, les Outremers et les espaces maritimes.
La stratégie est structurée en 7 objectifs quantitatifs et qualitatifs, eux-mêmes découpés en 18 mesures. Parmi les objectifs qualitatifs, la SNAP doit améliorer la gestion des aires protégées, renforcer l'intégration des activités durables dans les aires protégée, renforcer la formation et de la mise en réseau des gestionnaires d'aires protégées et la pérenniser le financement des aires protégées (pérennisation à mettre en balance avec l'objectif de « mobilisation de l’ensemble de la société dans le financement des aires protégées »). La SNAP met également l'accent sur l'éducation à l'environnement et au développement durable, et sur la nécessaire connexion de la société avec la nature.

### Méthode

#### Redéfinition de la protection forte

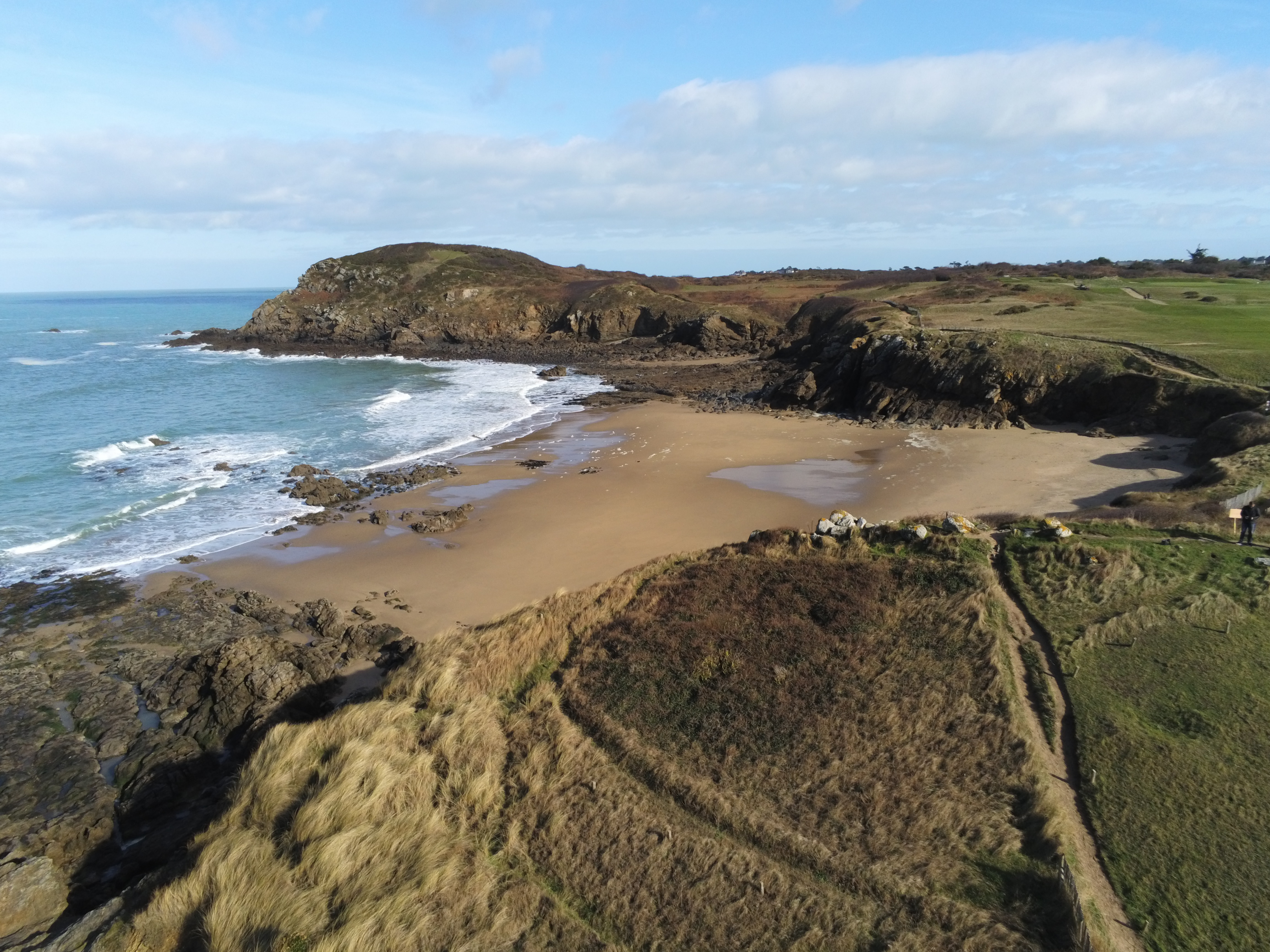
En Bretagne, la redéfinition de la protection forte pourrait faire passer la superficie couverte de 0,55 % à 2,25 %. Ce sont notamment des espaces naturels sensibles, comme la Pointe de la Garde-Guérin, en Ille-et-Vilaine qui pourrait faire grimper le taux de zone de protection forte, une fois reconnus comme tels.

Avant 2020, était considéré comme protection forte les cœurs de parcs nationaux, les réserves naturelles, les arrêtés de protection du biotope et les réserves biologiques du code forestier. 
La première étape pour dépasser le taux initial de protection forte (1,8%) et atteindre l'objectif affiché de 10%, a été de redéfinir la notion de protection forte, ainsi dans le cadre de la stratégie nationale aire protégée 2020-2030, le ministère de l'Écologie a choisi de compter comme protection forte toute protection réglementaire ou foncière, plus concrètement, le décret n°2022-527 du 12 avril 2022 propose une nouvelle définition  :
- les cœurs de parcs nationaux, les réserves naturelles, les arrêtés de protection du biotope et les réserves biologiques du code forestier sont toujours systématiquement considérés comme protection forte ;
- au cas par cas, les propriétaires foncier (y compris des services de l’État) peuvent demander que leurs terrains soient inclus comme aire de protection forte s'ils répondent à des critères de gestion effective et qu'ils appartiennent à l'une des catégories de terrain listée à l'article 2 du décret susmentionné.

Le conseil national de la protection de la nature (CNPN) a émis un avis défavorable à cette reformulation, estimant que « Le décret n° 2022-527 du 12 avril 2022 définissant la protection « forte » ne répond pas aux critères de la Commission européenne ni à ceux de l’UICN ou du consensus scientifique », sachant que les deux institutions parlent elles de protection « stricte ». Le Conseil scientifique régional du patrimoine naturel d'Île-de-France, va plus loin en regrettant que les moyens qui seront alloués à l'analyse des demandes de reconnaissance au cas-par-cas n'iront pas à des projets concrets.

#### Phase préparatoire nationale et supervision
Le service PatriNat du Museum national d'histoire naturelle a réalisé deux études pour éclairer les choix de zones où créer des aires protégées :
- la première est une analyse de la répartition de la biodiversité en France, puis du recouvrement des points chauds de biodiversité repérés par le réseau actuel d'aires protégées[16] ;
- la seconde, publiée en février 2023, est un croisement des pressions et des enjeux[17].

Le service du patrimoine naturel conclue que les milieux les plus riches en biodiversité et les moins biens couverts par des aires protégées sont les milieux agropastoraux, les zones humides, les milieux aquatiques et le littoral. Le littoral est également une zone où se concentre la pression de fréquentation balnéaire. Les zones de montagne subissent elles aussi une surfréquentation et du dérangement sur les espèces, notamment par les sports de nature.
Le suivi national de la stratégie est réalisé par l'office français de la biodiversité. Celui-ci anime une instance nationale qui regroupe les différents réseaux de gestionnaires d'aires protégées (l'OFB est issu de la fusion de l'établissement public des parcs nationaux et de l'agence des aires marines protégées), et donne des conseils pour l'élaboration des plans de gestion d'aires protégées (comme l'ATEN, avant la fusion au sein de l'OFB).

#### Déclinaisons régionales et départementales

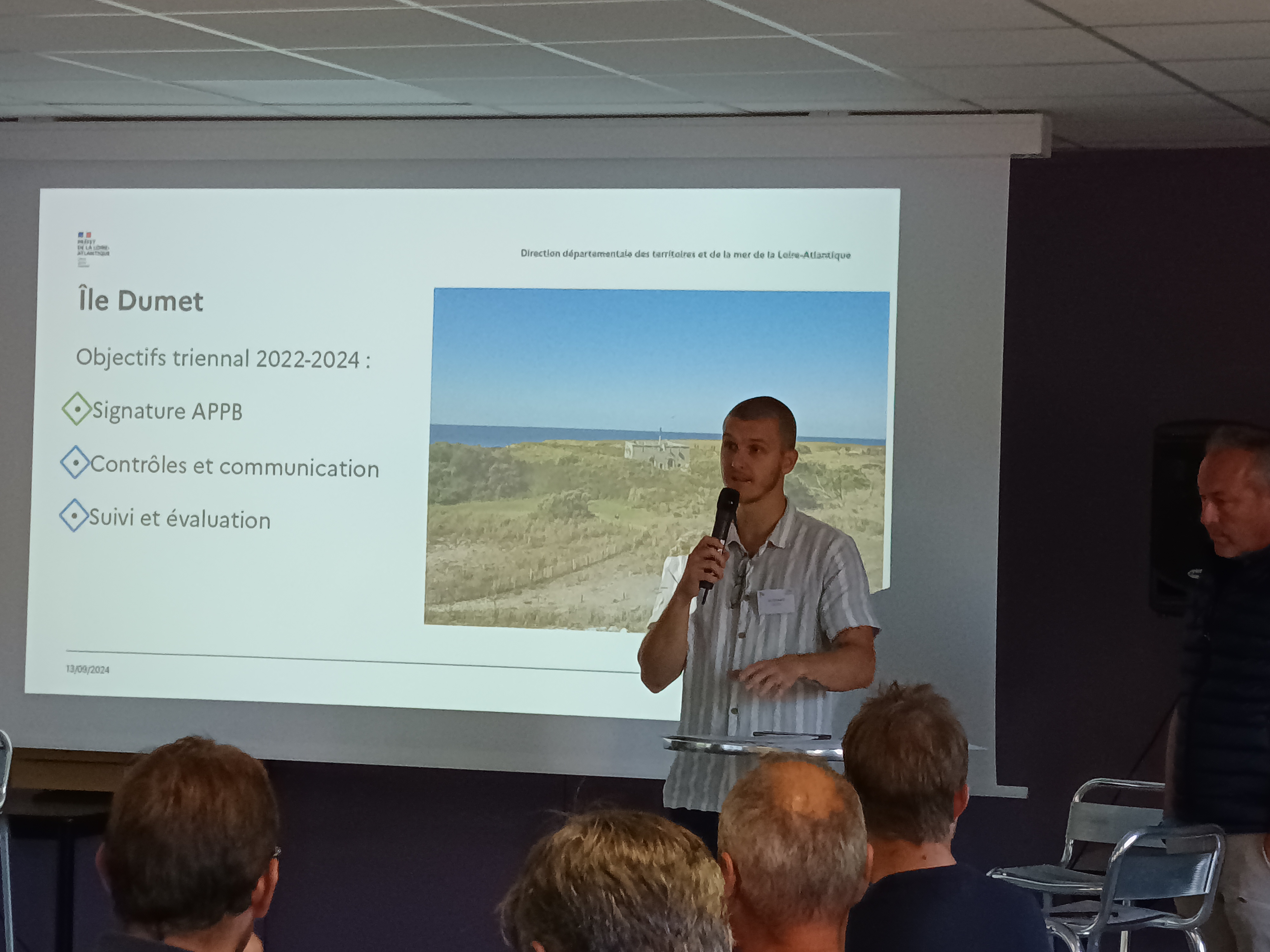
Présentation de la protection de l'Île Dumet lors de la réunion du 13 septembre 2024 dans le cadre de la déclinaison départementale de la SAP, dans le département de la Loire-Atlantique, par Léo Delarue, expert de la DDTM.

Après la définition des enjeux, les conseils régionaux et les services de l’État dans les régions (DREAL) ont été appelés a rédiger des déclinaisons régionales de la stratégie. La région la plus rapide à produire une stratégie régionale a été Auvergne-Rhône-Alpes, en effet le président de région, Laurent Wauquiez, n'ayant pas souhaité s'engager sur ce processus, la DREAL a menée seule la concertation et la rédaction.
Les DDTM ont ensuite menée la concertation à l'échelon départemental.

#### Limites
Le Sénat pointe que les moyens financiers sont "difficilement compatibles" avec les ambitions affichées.

### Résultats

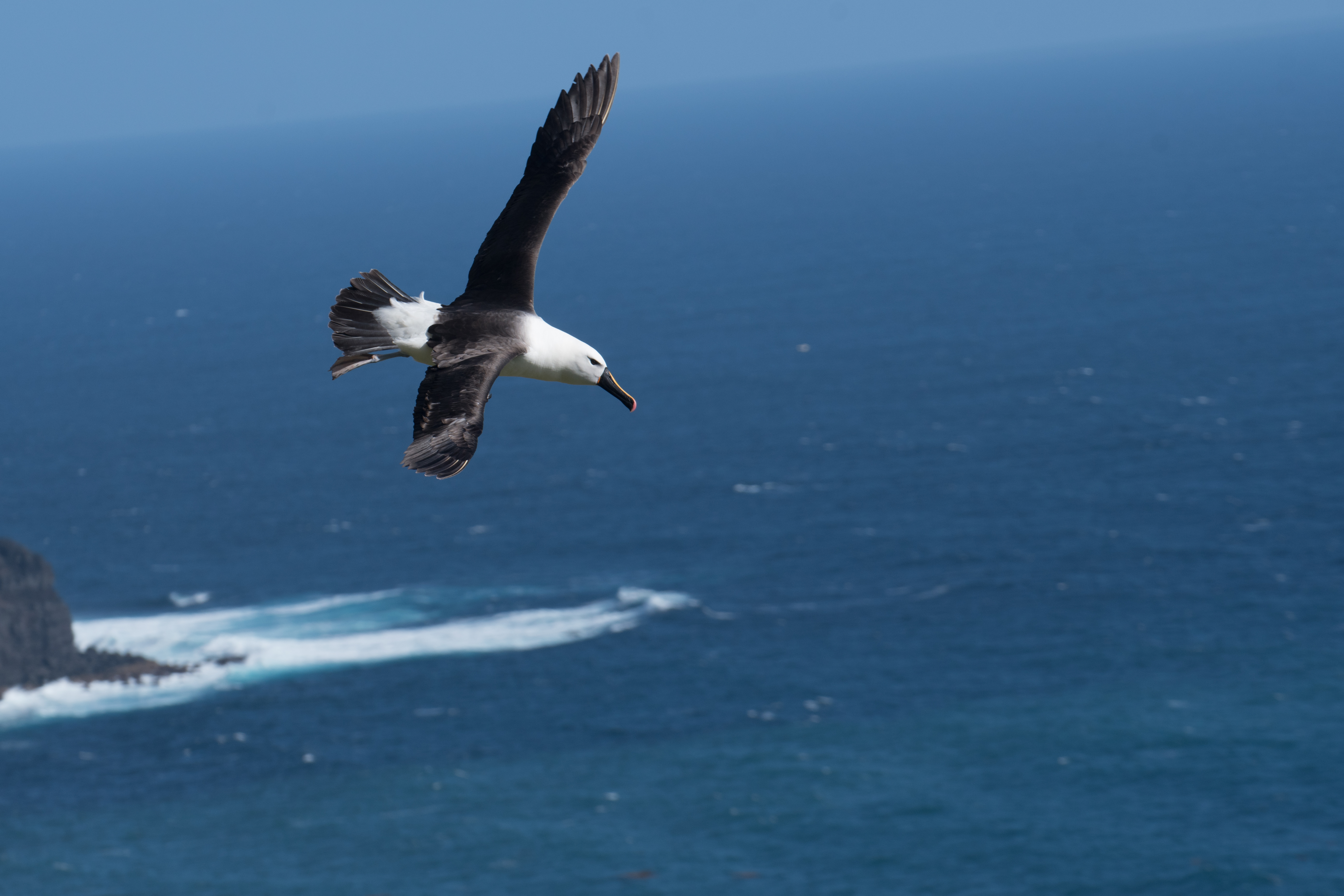
Avec l'extension de la réserve des terres australes françaises au domaine maritime, en décembre 2021, la France atteint 33% d'aires protégées. Ci-dessus un albatros à bec jaune de l'océan Indien en vol au dessus de l'océan, à proximité des falaises d'Entrecasteaux, île Amsterdam, TAAF, France.

Bérangère Abba, secrétaire d'État chargée de la biodiversité, dans un discours du 5 octobre 2021, met au crédit de la nouvelle stratégie la création de 4 réserves naturelles nationales 
- Forêt primaires de Mayotte ;
- Archipel des Glorieuses ;
- Étangs et rigoles d'Yveline (extension de la RNN de Saint-Quentin-en-Yvelines) ;
- et l'Estran de la mer d'Iroise (extension)

et de 2 parcs naturels régionaux :
- Parc naturel régional Corbières-Fenouillèdes
- parc naturel régional du Doubs Horloger

Le président Emmanuel Macron s'est félicité du dépassement de l'objectif de couvrir 30% des espaces terrestres et maritimes français par des aires protégées, le 11 février 2022, pendant le One Ocean Summit de Brest.